# Stephan Kerschbaum
Stephan Kerschbaum (* 1964 in Wien) ist ein österreichischer Komponist, der besonders im Bereich des Kindermusicals aktiv ist.

## Leben und Wirken
Kerschbaum erwarb die Matura am Musikgymnasium Wien. Seit seiner Jugend komponiert er. Neben geistlichen Gesängen wandte er sich zunehmend dem Kindermusical zu. Er leitet auch zwei Wiener Chöre.
Sein mit Franz Strohmer nach einem Motiv von Ferdinand Raimund geschriebenes Musiktheaterstück Der Verschwender wurde am 8. August 1989 in Wien zum ersten Mal aufgeführt. Sein Musical fariba wurde am 1. Oktober 2013 im MuTh, dem Konzertsaal der Wiener Sängerknaben uraufgeführt.
Stephan Kerschbaum leitet das Musikhaus Kerschbaum, das er 1990 mit seinem Bruder Martin Kerschbaum gegründet hat.

## Arbeit als Chorleiter
1980 gründete Stephan Kerschbaum als damals 15-jähriger Gymnasiast den Kinderchor St. Thekla, heute Kerschbaums Tonvoll. Er leitet diesen seither und hat den Großteil seines kompositorischen Schaffens mit diesem Chor umgesetzt und uraufgeführt. 1992 gründete er einen Erwachsenenchor (Auftakt St. Thekla) für Sänger ab 16 Jahren, mittlerweile heißt der Chor Tonvoll Chor und wird von Christian Martinsich geleitet. Beide Chöre sind in der Zwischenzeit im Verein Tonvoll zusammengefasst und nicht mehr in der Pfarre St. Thekla (1040 Wien) beheimatet, sondern ein eigenständiger Verein mit eigenem Chorlokal im 4. Bezirk in Wien.

## Ausgewählte Musicals
- Sekundenkleber (2017)
- fariba (2013)
- Kunststück (2009)
- Sind sie sicher (2005)
- Das hätt’ ich mir nie träumen lassen (2000)
- Zwick Zwiderwurm (1998)
- Der Verschwender (1988)
- Großjährig (1987)
- Die Geschichte vom Frieden (1985)
- Die Ohrfeige (1980)

## Werke
- Rhythmische Lieder zum Advent und Frieden. Wien: Pan Verlag 1984
- Wir sind eine frohe Gemeinschaft. Neue religiöse Kinderlieder. Paderborn: Bonifatius Verlag (mit Josephine Hirsch) ISBN 3-87088-994-2
- Der Verschwender. Musikalisches Jugendstück in drei Akten. Köln: Hartmann & Stauffacher Verlag 1989
- Kinder gehören gehört (Liedersammlung, 1997)
- Requiem der Zuversicht (für Chor und Orchester, 1993)
- Denk mal, ein Denkmal denkt mal (Kindersymphonie, 1992)
- Angesprochen (Liedersammlung, 1990)